# Питер Шилтон
Питер Лесли Шилтон (Лестер, 18. септембар 1949) бивши је енглески професионални фудбалер, који је играо као фудбалски голман. Тренутно држи рекорд по броју наступа за репрезентацију Енглеске са 125 мечева и рекорд по броју утакмица у светском фудбалу, укупно 1390. Међународна федерација фудбалске историје и статистике сврстала је 2000. године Шилтона међу десет најбољих голмана 20. века.
Током тридесетогодишње каријере играо је у 11 различитих клубова, у 5 остварио преко 100 лигашких утакмица. У време кад је играо за Нотингем Форест, Шилтон је освојио бројне трофеје укључујући Прву дивизију Фудбалске лиге Енглеске, два УЕФА суперкупа и Енглески Лига куп.
Такође је играо за репрезентацију Енглске на Европском првенству 1980. године, Светском првенству 1982. године, Светском првенству 1986. године, Европском првенству 1988. године и на Светском првенству 1990. године. Шилтон није дебитовао у финалима Светског првенства до своје 32 године, али је играо у 17 финала након тога и дели рекорд по томе са француским голманом Фабјеном Бартезом.

## Биографија
Шилтон је рођен 18. септембра 1949. године у Лестеру. Похађао је основну мушку школу Краљ Ричард III у периоду када је почео да се бави фудбалом. Оженио је Су Флиткрофт у септембру 1970. године, а пар има два сина, Мајкла и Сема који је професионални фудбалер. Сем игра на позицији везног играча, а играо је у неколико клубова укључујући Ковентри Сити и Плимут аргајл. У децембру 2011. године објављено је у медијима да се Шилтон растао од супруге након 40 година брака. У марту 2015. годне Шилтон се оженио џез певачицом Степ Хауард, а верили су се 2014. године. Пар се венчао у цркви Светог Петра и Светог Павла у Западној Мерсеји 10. децембра 2016. године. Породично воде компанију под називом P&S.S.C Ltd.
Шилтону је постављен за члана Реда Британског царства, а касније и за официра Реда Британског царства током играчке каријере за своје заслуге фудбалу. Године 1990. након што се повукао из међународног фудбала, одликован је Орднеом заслуга, а годину дана акасније и Наградом за фудбалских писаца. Године 2002. увршћен је у Кућу славних фудбалера Енглеске. У марту 2013. године осуђен је за вожњу под дејством алкохола, због чега му је забрањено управљање моторним возилима 20 месеци и належно да плати 1020. фунти. Подржавао је излазак Уједињеног Краљевства из Европске уније.

## Клупска каријера
Шилтон је имао тринаест година када је приступио школи локалног клуба Лестер Сити. Његов таленат је приметио фудбалски голман Гордон Бенкс, који је истакао да Шилтон поседује таленат. У мају 1966. године, шеснаестогодишњи Шилтон дебитовао је за Лестер Сити против Евертона и његов потенцијал брзо је примећен, а он је 1974. године потписао уговор са Стоук Ситијем. Након тога Шилнтон је играо прву поставу и постигао први погодак на мечу против Саутхемптона у октобру 1967. године, са више од пола терена. Наредне сезоне Лестер сити је испао из Прве дивизије Фудбалске лиге Енглеске, али су се пласирали у финале ФА купа, а Шилтон је постао један од најмлађих голмана овог такмичења. Упркос бројним почастима и признањима Шилтон је примио гол и више се није појављивао у финалу ФА купа.
У новембру 1974. године Шилтон се придружио Стоук Ситију за 325.000 фунти што је био светски рекорд за продају голмана у то време. Играо је на 26 мечева за Стоук Сити у сезони 1974-75. али су ипак пропустили шансу за титулу. Био је присутан на свим мечевима током сезоне 1975-76. године.  Међутим, у јануару 1976. године јака олуја нанела је штету стадиону Стоук Ситија, а да би платили поправке морали су да продају своје играче.  У лето 1976. године Манчестер јунајтед понудио је за Шилтона 275.000 фунти, али нису могли да се сложе са захтевом Шилтона у вези плате, а овај трансфер би га учинио најплаћенијим играчем у клубу. Са Стоук Ситијем Шилтон је играо до 1977. године, када је овај тим испао у Другу дивизију. Продат је Нотингем Форесту у септембру 1977. године.
Нотингем Форест платио је 250.000 фунти за Шилтона, а он је потписао уговор у новој сезони. Промовисан је у Првој дивизији, а играо је у тиму који је био под управом Брајана Клафа. У то време, Нотингем Форест освојио је Енглески Лига куп. Током сезоне Шилтон је примио 18 голова у 37 лигашкх наступа. Након тога освојио је награду „Играч године”, а за њега су гласале његове колеге. Са Нотингем Форестом је 1979. године поново освојио Енглески Лига куп, овога пута победили су на домаћем терену Саутхемптон. Нотингем Форест је стигао до финала Лиге шампиона 1979/80., утакмица је била тесна, али су на крају ипак победили, а Шилтон је у то време био капитен тима. Након тога, Нотингем Форест није успео да освоји ниједан трофеј, а Шилтон је постао завистан кд коцкања и тако својој породици створио велике проблеме. У медијима су се појављивале информације о његовој ванбрачној афери, пијанствима и вожњи под дејством алкохола. Све то је допринело Шилтоновој одлуци да напусти Нотингем Форест 1982. године.
Након што је напустио Нотингем Форест, Шилтон је потписао уговор са Саутхемптоном 1982. године, где су такође били његови саиграчи Киген и Алан Бол. У том периоду Саутхемтон је претрпео пораз у полуфиналу ФА купа од Евертона. Клуб је напустио 1992. године.
Од друге половине 1992. године Шилтон је бранио за Дарби Каунти и помогао свом тиму да заврше на петом мместу лиге, а пропустили су да се такмиче у Купу УЕФА због тадашње забране енглеским клубовима у европским такмичењима, која је трајала од 1985. до 1990. године. Године 1991. Дарби Каунти је испао из лиге, а Шилтон је почео да разматра своју играчку будућност. Имао је 43 године у том тренутку и био је спреман да постане фудбалски тренер. Почетком 1991. године одбио је понуду да замени Стана Тернета на месту менаџера Хал Ситија. 

### Каснија каријера
Шилтон је Дарби Каунти напустио у фебруару 1992. године и прихватио понуду да постане играч-менаџер Плимут аргајла, а овај моменат је описан у књизи Nearly Men из 2009. године, коју је Шилтон написао. Плимут аргајл се борио да не испадне у Другу дивизији, ипак Шилтонови напори нису уродили плодом, а клуб је испао из Прве дивизије. Његов трансфер Питера Свана у Плимут аргајл за 300.000 фунти показао се као лош јер је играч имао лоше односе са саиграчима и навијачима. Године 1994. Шилтон се сконцетрисао највише на менаџерство Плимонт аргајла, који је стигао до плеј-офа Друге Дивизије, али је изгубио у полуфиналу од Бернлија. У јануару 1994. године био је повезан са Саутхемтоном ради могућег повратка на место менаџера, након одласка Илана Бренфута, али на његово место доша је Алан Бол. У фебруару је Плимут аргајл био пред испадање, а Шилтон је напустио клуб и најавио да поново почиње са играчком каријером, иако је у том тренутку имао 45 година. 
Године 1995. придружио се као играч Вимблдону у Премијер лиги, као замена голмана Ханса Сегерса, али није никада играо у првој постави. Након тога, потписао је уговор са Болтон вондерерсима за који је одиграо неколико утакмица, укључујући полуфинале плеј-офа Дивизије I против Вулверхемптон вондерерсија,  његов тим је изгубио резултатом 2:1, али су у другом мечу победили, где Шилтон није играо. Након тога, потписао је уговор са Ковентри Ситијем, где није успео да се појави у првој постави, а онда се 1996. године придружио Вест Хем јунајтеду, где такође није одиграо ниједну утакмицу као прва постава, иако је у више наврата изабран као замена. Имао је 996 мечева у фудбалској лиги Енглеске, а желео је да достигне 1000, што је и учинио у новембру 1996. године када се придружио Лејтон оријенту. Хиљадиту лигашку утакмицу одиграо је 22. децембра 1996. године против Брајтон и Хоув албиона, а мечу је претходило представање посебног издања Гинисове књиге рекорда из Фудбалске лиге. Одиграо је још пет мечева пре него што се повукао када је остварио 1005 лигашких утакмица у доби од 47 година, на крају сезоне 1996-97. До одласка у пензију био је пети најстарији играч који је икада играо у Енглеској фудбалској лиги и Премијер лиги. Шилтон се опоравио од финансијских проблема изазваних пословним одлукама и коцкањем.

## Каријера у репрезентацији
Упркос томе што је Шилтон играо у нижој лиги, импресионирао је менаџера репрезентације Енглеске Алфа Рамсија, а дебитовао је на мечу против фудбалске репрезентације Источне Немачке у новембру 1970. године, а Енглеска је победила резултатом 3:1. Након више од шест месеци, Лестер Сити је ушао у прву лигу, а због напредовања награђен је и Шилтон који је играо на мечу репрезентације Енглеске против селекције Велса. У лето 1983. године Шилтон је играо на утакмицама репрезентације Енглеске против Северне Ирске, Велса и Шкотске. Репрезентације Енглеске квалификовала се на Европско првенство 1980. године, а Шилтон је одиграо 30 меч за националну селекцију у победи над репрезентацијом Шпаније у марту 1980. године.
Шилтон је бранио на квалификационим утакмицама за Светско првенство 1982. године, када је репрезентација Енглеске савладала Норвешку, Мађарску и Швајцарску, а одиграла нерешено са Румунијом. Након тога, Шилтон је бранио на Европском првнеству 1984. године и на квалификацијама за Светско првенство 1986. године. И након пораза, Шилтон је наставио да брани као први голман Енглеске, укључујући и квалификације за Европско првенство 1988. године. У јуну 1989. године Шилтон је поставио рекорд са 108 наступа за своју репрезентацију, а 109 наступ имао је на пријатељској утакмици између Енглеске и Данске. Пре меча уручен му је дрес са бројем 109 на предњој страни. Шилтонов 119 наступ за Енглеску била је утакмица против Републике Ирске која је завршена резултатом 1:1.

## Стил игре
Шилтон је сматран једним од најбољих голмана на свету као и једном од најбољих играча Енглеске на својој позицији, а неки медији описали су га као једног од највећих чувара мреже свих времена. Шилтон је био интелигентан и ефикасан голман, који је имао поштовање саиграча, био је смирен, концентрисан и доследан играч, свестан својих очекивања и способности да да комуницира са саиграчима, организује одбрану и даје поверење бековима.
Имао је велику физичку снагу, био познат по својој спретности и одличним рефлексима, као и способностима брзог заустављања. Познат је и по брзини реаговања, дисциплини и физичкој спреми, а истакао се по својој дугој каријери која је трајала четири деценије. Пензионисао се када је имао 47 година, а бранио је на више од 1000 професионалних мечева. Шилтон је ипак у енглеским медијима понекад био критикован због недостатка темпа и окретности у каснијим годинама каријере, за коју сматрају да је била скромна.

## Статистика каријере

### Клуб
Избор:
| Клуб              | Сезона            | Лига                                   | Лига | Лига | ФА куп | ФА куп | Енглески Лига куп | Енглески Лига куп | Остало | Остало | Укупно | Укупно |
| Клуб              | Сезона            | Дивизија                               | Ута  | Гол  | Ута    | Гол    | Ута               | Гол               | Ута    | Гол    | Ута    | Гол    |
| ----------------- | ----------------- | -------------------------------------- | ---- | ---- | ------ | ------ | ----------------- | ----------------- | ------ | ------ | ------ | ------ |
| Лестер Сити       | 1965–66           | Прва дивизија Фудбалске лиге Енглеске  | 1    | 0    | 0      | 0      | 0                 | 0                 | 0      | 0      | 1      | 0      |
| Лестер Сити       | 1966–67           | Прва дивизија Фудбалске лиге Енглеске  | 4    | 0    | 0      | 0      | 0                 | 0                 | 0      | 0      | 4      | 0      |
| Лестер Сити       | 1967–68           | Прва дивизија Фудбалске лиге Енглеске  | 35   | 1    | 4      | 0      | 0                 | 0                 | 0      | 0      | 39     | 1      |
| Лестер Сити       | 1968–69           | Прва дивизија Фудбалске лиге Енглеске  | 42   | 0    | 8      | 0      | 3                 | 0                 | 0      | 0      | 53     | 0      |
| Лестер Сити       | 1969–70           | Друга дивизија Фудбалске лиге Енглеске | 39   | 0    | 5      | 0      | 7                 | 0                 | 0      | 0      | 51     | 0      |
| Лестер Сити       | 1970–71           | Друга дивизија Фудбалске лиге Енглеске | 40   | 0    | 5      | 0      | 5                 | 0                 | 0      | 0      | 50     | 0      |
| Лестер Сити       | 1971–72           | Прва дивизија Фудбалске лиге Енглеске  | 37   | 0    | 2      | 0      | 1                 | 0                 | 2      | 0      | 42     | 0      |
| Лестер Сити       | 1972–73           | Прва дивизија Фудбалске лиге Енглеске  | 41   | 0    | 2      | 0      | 1                 | 0                 | 3      | 0      | 47     | 0      |
| Лестер Сити       | 1973–74           | Прва дивизија Фудбалске лиге Енглеске  | 42   | 0    | 7      | 0      | 2                 | 0                 | 4      | 0      | 55     | 0      |
| Лестер Сити       | 1974–75           | Прва дивизија Фудбалске лиге Енглеске  | 5    | 0    | 0      | 0      | 1                 | 0                 | 0      | 0      | 6      | 0      |
| Лестер Сити       | Укупно            | Укупно                                 | 286  | 1    | 33     | 0      | 20                | 0                 | 9      | 0      | 348    | 1      |
| Стоук Сити        | 1974–75           | Прва дивизија Фудбалске лиге Енглеске  | 25   | 0    | 1      | 0      | 0                 | 0                 | 0      | 0      | 26     | 0      |
| Стоук Сити        | 1975–76           | Прва дивизија Фудбалске лиге Енглеске  | 42   | 0    | 5      | 0      | 1                 | 0                 | 0      | 0      | 48     | 0      |
| Стоук Сити        | 1976–77           | Прва дивизија Фудбалске лиге Енглеске  | 40   | 0    | 1      | 0      | 2                 | 0                 | 0      | 0      | 43     | 0      |
| Стоук Сити        | 1977–78           | Друга дивизија Фудбалске лиге Енглеске | 3    | 0    | 0      | 0      | 1                 | 0                 | 0      | 0      | 4      | 0      |
| Стоук Сити        | Укупно            | Укупно                                 | 110  | 0    | 7      | 0      | 4                 | 0                 | 0      | 0      | 121    | 0      |
| Нотингем Форест   | 1977–78           | Прва дивизија Фудбалске лиге Енглеске  | 37   | 0    | 6      | 0      | 0                 | 0                 | 0      | 0      | 43     | 0      |
| Нотингем Форест   | 1978–79           | Прва дивизија Фудбалске лиге Енглеске  | 42   | 0    | 3      | 0      | 8                 | 0                 | 10     | 0      | 63     | 0      |
| Нотингем Форест   | 1979–80           | Прва дивизија Фудбалске лиге Енглеске  | 42   | 0    | 2      | 0      | 10                | 0                 | 11     | 0      | 65     | 0      |
| Нотингем Форест   | 1980–81           | Прва дивизија Фудбалске лиге Енглеске  | 40   | 0    | 6      | 0      | 3                 | 0                 | 5      | 0      | 54     | 0      |
| Нотингем Форест   | 1981–82           | Прва дивизија Фудбалске лиге Енглеске  | 41   | 0    | 1      | 0      | 5                 | 0                 | 0      | 0      | 47     | 0      |
| Нотингем Форест   | Укупно            | Укупно                                 | 202  | 0    | 18     | 0      | 26                | 0                 | 26     | 0      | 272    | 0      |
| Саутхемптон       | 1982–83           | Прва дивизија Фудбалске лиге Енглеске  | 39   | 0    | 1      | 0      | 5                 | 0                 | 2      | 0      | 47     | 0      |
| Саутхемптон       | 1983–84           | Прва дивизија Фудбалске лиге Енглеске  | 42   | 0    | 6      | 0      | 2                 | 0                 | 0      | 0      | 50     | 0      |
| Саутхемптон       | 1984–85           | Прва дивизија Фудбалске лиге Енглеске  | 41   | 0    | 3      | 0      | 7                 | 0                 | 2      | 0      | 53     | 0      |
| Саутхемптон       | 1985–86           | Прва дивизија Фудбалске лиге Енглеске  | 37   | 0    | 6      | 0      | 6                 | 0                 | 3      | 0      | 52     | 0      |
| Саутхемптон       | 1986–87           | Прва дивизија Фудбалске лиге Енглеске  | 29   | 0    | 1      | 0      | 8                 | 0                 | 2      | 0      | 40     | 0      |
| Саутхемптон       | Укупно            | Укупно                                 | 188  | 0    | 17     | 0      | 28                | 0                 | 9      | 0      | 242    | 0      |
| Дарби Каунти      | 1987–88           | Прва дивизија Фудбалске лиге Енглеске  | 40   | 0    | 1      | 0      | 2                 | 0                 | 2      | 0      | 45     | 0      |
| Дарби Каунти      | 1988–89           | Прва дивизија Фудбалске лиге Енглеске  | 38   | 0    | 3      | 0      | 3                 | 0                 | 3      | 0      | 47     | 0      |
| Дарби Каунти      | 1989–90           | Прва дивизија Фудбалске лиге Енглеске  | 35   | 0    | 2      | 0      | 5                 | 0                 | 2      | 0      | 44     | 0      |
| Дарби Каунти      | 1990–91           | Прва дивизија Фудбалске лиге Енглеске  | 31   | 0    | 1      | 0      | 5                 | 0                 | 1      | 0      | 38     | 0      |
| Дарби Каунти      | 1991–92           | Друга дивизија Фудбалске лиге Енглеске | 31   | 0    | 3      | 0      | 3                 | 0                 | 0      | 0      | 37     | 0      |
| Дарби Каунти      | Укупно            | Укупно                                 | 175  | 0    | 10     | 0      | 18                | 0                 | 8      | 0      | 211    | 0      |
| Плимут аргајл     | 1991–92           | Друга дивизија Фудбалске лиге Енглеске | 7    | 0    | 0      | 0      | 0                 | 0                 | 0      | 0      | 7      | 0      |
| Плимут аргајл     | 1992–93           | Друга дивизија Фудбалске лиге Енглеске | 23   | 0    | 1      | 0      | 6                 | 0                 | 2      | 0      | 32     | 0      |
| Плимут аргајл     | 1993–94           | Друга дивизија Фудбалске лиге Енглеске | 4    | 0    | 0      | 0      | 0                 | 0                 | 0      | 0      | 4      | 0      |
| Плимут аргајл     | Укупно            | Укупно                                 | 34   | 0    | 1      | 0      | 6                 | 0                 | 2      | 0      | 43     | 0      |
| Вимблдон          | 1994–95           | Премијер лига                          | 0    | 0    | 0      | 0      | 0                 | 0                 | 0      | 0      | 0      | 0      |
| Болтон вондерерси | 1994–95           | Прва дивизија Фудбалске лиге Енглеске  | 1    | 0    | 0      | 0      | 0                 | 0                 | 1      | 0      | 2      | 0      |
| Ковентри Сити     | 1995–96           | Премијер лига                          | 0    | 0    | 0      | 0      | 0                 | 0                 | 0      | 0      | 0      | 0      |
| Вест Хем јунајтед | 1995–96           | Премијер лига                          | 0    | 0    | 0      | 0      | 0                 | 0                 | 0      | 0      | 0      | 0      |
| Лејтон оријент    | 1996–97           | Трећа дивизија Фудбалске лиге Енглеске | 9    | 0    | 1      | 0      | 0                 | 0                 | 0      | 0      | 10     | 0      |
| Укупно у каријери | Укупно у каријери | Укупно у каријери                      | 1005 | 1    | 87     | 0      | 102               | 0                 | 55     | 0      | 1249   | 1      |

### Репрезентација
Извор:
| Национални тим | Год    | Ута | Гол |
| -------------- | ------ | --- | --- |
| Енглеска       | 1970   | 1   | 0   |
| Енглеска       | 1971   | 2   | 0   |
| Енглеска       | 1972   | 2   | 0   |
| Енглеска       | 1973   | 11  | 0   |
| Енглеска       | 1974   | 4   | 0   |
| Енглеска       | 1975   | 1   | 0   |
| Енглеска       | 1977   | 2   | 0   |
| Енглеска       | 1978   | 3   | 0   |
| Енглеска       | 1979   | 3   | 0   |
| Енглеска       | 1980   | 4   | 0   |
| Енглеска       | 1981   | 2   | 0   |
| Енглеска       | 1982   | 10  | 0   |
| Енглеска       | 1983   | 10  | 0   |
| Енглеска       | 1984   | 11  | 0   |
| Енглеска       | 1985   | 9   | 0   |
| Енглеска       | 1986   | 13  | 0   |
| Енглеска       | 1987   | 6   | 0   |
| Енглеска       | 1988   | 8   | 0   |
| Енглеска       | 1989   | 11  | 0   |
| Енглеска       | 1990   | 12  | 0   |
| Укупно         | Укупно | 125 | 0   |

## Трофеји

### Клуб
Лестер Сити
- Друга дивизија  Фудбалске лиге Енглеске: 1970–71-
- ФА Комјунити шилд: 1971].

Нотингем Форес
- Прва дивизија Фудбалске лиге Енглеске: 1977–78.
- Енглески Лига куп: 1978–79.
- ФА Комјунити шилд: 1978.
- УЕФА Лига шампиона: 1978–79, 1979–80.
- УЕФА суперкуп: 1979.

### Репрезентација
Енглеска
- Роуз куп: 1986, 1988, 1989
- Светско првенство четврто место: 1990.

### Индивидуални
- Тим године по Професионалној фудбалској асоцијацији: 1974–75, 1977–78, 1978–79, 1979–80, 1980–81, 1981–82, 1982–83, 1983–84, 1984–85, 1985–86.
- Професионална фудбалска асоцијација, Тим века (1977–1996): 2007.[43]
- ПФА Играч године: 1977–78.[44]
- Играч сезоне Нотингем Фореста: 1981–82.
- Играч сезоне Саутхемптона: 1984–85, 1985–86.
- ФВА награда: 1991.
- Енглеска кућа славних: увршћен 2002.
- 100 фудбалских легенди